# Famille d'Orglandes
La famille d'Orglandes est une famille subsistante de la noblesse française d'extraction chevaleresque, originaire du Cotentin (Normandie). Sa filiation est suivie depuis 1396 ou 1434 selon les auteurs. Elle s'est établie dans l'Orne (Normandie) en 1548 et a été maintenue noble en 1667 à Alençon (Orne).

## Personnes non rattachées et/ou homonymes
On trouve des porteurs du nom d'Orglandes dès le XIe siècle, mais sans pouvoir prouver qu'ils se rattachent à la famille actuelle par un lien agnatique.
Richard d'Orglandes est aux côtés de Guillaume le Conquérant en Angleterre et reçut des terres notamment à l'île de Wight. Au XIIIe siècle, Guillaume de Reviers-Vernon, baron de Néhou, seigneur d'Orglandes, n'eut que des filles. La troisième Jeanne de Vernon reçut la seigneurie d'Orglandes qui devient baronnie, dont une grande partie des terres étaient situées dans cette paroisse, et épousa Guillaume de Brucourt.
Selon M. Clérot, membre de l'Académie de Rouen au XVIIIe siècle, la famille médiévale d'Orglandes serait issue d'un cadet de la famille de Reviers, dont les armoiries sont très proches. Le village d'Orglandes, d'où la famille tire son nom, est situé à 7 kilomètres de Néhou, baronnie des Reviers-Vernon en Cotentin. Elle serait issue en 1222 d'une branche cadette des Reviers dont elle portait les armes avec un changement d'émail en guise de brisure de cadet.
Des personnages du nom d'Orglandes sont cités dans divers cartulaires et chartes de prieurés, églises et abbayes, en Angleterre (Dorset, Devon, île de Wight) comme en Normandie, principalement en tant qu'assesseurs des fondations d'établissements religieux par Richard de Reviers-Vernon ou par ses fils Guillaume et Baudouin de Reviers, ou comme donateurs.

### Chartes anglaises
Une charte de Richard de Reviers fait de Pierre de Orglandes, clerc, le doyen du prieuré de Christchurch, dans le Hampshire, honneur de Richard de Reviers dans le Dorset, vers 1100-1107.
Robert de Oglandris est mentionné comme témoin sur la charte de fondation de l'abbaye de Quarr, sur l'Île de Wight (Angleterre), par Baudouin de Reviers, 1er comte de Devon, en 1141-44.
Guillaume de Orglandris est cité comme bienfaiteur du prieuré de Caresbroc (ou Carisbrooke), honneur de Richard de Reviers sur l'Île de Wight.
La famille Oglander, présente sur l'Île de Wight jusqu'au XIXe siècle à Nunwell House (en), s'est éteinte en 1874, à la mort du 7e Baronet, Henry Oglander.

### Chartes normandes
Guillaume de Reviers, fils de Richard, confirme le don fait par Jourdain de Oglandres à l'abbaye de Saint-Sauveur-le-Vicomte, vers 1150.
Une charte de Henri II, 1174-82, confirme également le don fait par Guillaume, fils de Roger de Orglandes, à l'abbaye de Montebourg de terres à Orglandes, ainsi que d'autres dons par des membres de la famille.
Herbert de Oglandris est témoin du don fait par Adeliz, femme de Richard de Reviers, à l'abbaye de Montebourg, 1141-55.
Richard de Vernon (1196) confirme le don par son père Guillaume à l'abbaye de Montebourg de l'emplacement de la chapelle de Saint-Magloire (Île de Serk), confirmation dont est témoin Pierre de Orglandris.

## Filiation
La filiation de la famille d'Orglandes est suivie depuis 1396 selon Régis Valette et depuis 1434 selon Bertrand Pâris, avec le couple Guillaume d'Orglandes (mort en 1434) et Alips de Thieuville.
- Guillaume d’Orglandes, écuyer, seigneur de Prétot ( -1434). Il épouse Alips de Thieuville[17],[18].
  - Jean d'Orglandes, seigneur de Prétot et de Saint-Martin-le-Hébert, né vers 1430. Il épouse Jeanne de Carbonnel, dame de Pleinmarais.
    - Jean d'Orglandes ( -1515), seigneur de Quévilly, grand maître des eaux et forêts de Normandie et de Picardie, chambellan de René II, duc de Lorraine[19],[20].
    - Jacques d'Orglandes, seigneur de Prétot. Par contrat du 3 janvier 1498, il épouse Jacqueline Aux-Épaules.
      - François d'Orglandes, seigneur de Prétot et d'Auvers, capitaine de Carentan et Saint-Sauveur-Lendelin. Le 30 juin 1548, il épouse Catherine de Pontbellanger, dame de Briouze (Orne), de Potigny, et de Saint-Jean-sur-Couesnon.
        - Antoine d'Orglandes, baron de Briouze, seigneur de Saint-Martin-le-Hébert, page d'Henri III. Le 9 mars 1593, il épouse Marthe du Saussey, fille de Léobin du Saussey, seigneur de Barneville, et de Guillemette Le Sens[21].
          - Jacques d'Orglandes, seigneur de Briouze et du Mesnil (1603 à Briouze - 1672 à Briouze). Le 13 janvier 1660 à La Ferté Macé, il épouse Marie de Caignou ( - 6 mai 1726 à Briouze).
            - Nicolas d'Orglandes (1665-1738). Le 15 octobre 1711, il épouse Anne Suzanne de Beauchamp.
              - Antoine Louis Camille d'Orglandes (1712-1766). Le 20 août 1743 à Rabodanges, il épouse Marie Henriette Cécile de La Broise.
                - Nicolas Charles Camille d'Orglandes (1745-1766), seigneur haut-justicier du Mesnil-Cramesnil, Echalou, Sainte-Marie-la-Robert et autres lieux. Le 12 octobre 1765 à Argentan, il épouse Marguerite du Four de Cuy.
                  - Nicolas François Dominique Camille d'Orglandes (1767-1857), pair de France. En 1791, il épouse Anne Catherine d'Andlau. Il est fait chevalier de la Légion d'honneur le 2 mai 1821.
                    - Armand d'Orglandes (1797-1871), chevalier de la Légion d'honneur. Le 4 novembre 1822 à Paris 2è, il épouse Albertine Michau de Montblin.
                      - Arthur Camille d'Orglandes (1827-1914), chevalier de la Légion d'honneur le 9 janvier 1871. Il épouse Anne Marthe Savary de Lancosme.
                        - Robert Camille Etienne d'Orglandes, épouse Marie Alfred Aymardine Agnès de Durfort-Civrac de Lorge.
                          - Guillaume d'Orglandes (1898-1969) épouse Chantal du Buisson de La Boulaye[22] (1905-1991), d'où descendance (5 enfants)[22].
                          - Henry d'Orglandes épouse Marguerite Claret de Fleurieu[22], d'où descendance (1 fils)[22].
                          - Robert d'Orglandes épouse Etiennette de Salviac de Vielcastel[22], d'où descendance (4 enfants)[22].

        - François d'Orglandes, auteur d'une branche cadette, éteinte en 1886 aux Moitiers-en-Bauptois (Manche)

## Personnalités
- Jean d'Orglandes (-1515), seigneur de Quévilly, grand maitre des eaux et forêts de Normandie et de Picardie, chambellan de René II de Lorraine, duc de Lorraine.
- Nicolas d'Orglandes (1767-1857), président du conseil général de l'Orne, député de l'Orne, baron-pair de France en 1824, gentilhomme de la chambre du roi Charles X.

## Armes
- D'hermine à six losanges de gueules[17].

## Alliances
Les principales alliances de la famille d'Orglandes sont : de Tilly, Aux Épaules, de Franquetot de Coigny, de Carbonnel, de Pontbellanger, d'Argouges, de Clamorgan, de Châteaubriant, de Durfort, d'Andlau, de Savary de Lancosme, de Champagne-Bouzey, de La Cour de Balleroy, de Yturbe, de Viel Castel, Costa de Beauregard, de Talhouët, de Moustier, de Tulle de Villefranche, de La Pomélie, Taittinger,.